# Górnystok
Górnystok [ɡurˈnɨstɔk] est un village polonais de la gmina de Jasionówka dans le powiat de Mońki et dans la voïvodie de Podlachie.